# Sarah Jane Kirk

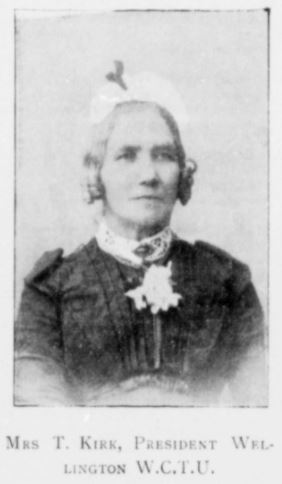
Sarah Jane Kirk

Sarah Jane Kirk (* 22. Januar 1829 in Coventry, England, als Sarah Jane Mattocks; † 15. Januar 1916 in Wadestown, Neuseeland) war eine neuseeländische Suffragette und Menschenrechtsaktivistin. Sie war über ein Jahrzehnt lang Präsidentin der Women’s Christian Temperance Union New Zealand (WCTU NZ) in Wellington und diente als eine der nationalen Vizepräsidentinnen der Union.

## Frühes Leben und Auswanderung
Sarah Jane Kirk wurde am 22. Januar 1829 in Warwickshire, England, als älteste Tochter von Mary Mattocks und dem Weber und Lageristen Joseph Mattocks aus Coventry geboren. Ihr Bruder Mark war drei Jahre jünger, und zwei Schwestern (Mary und Emily) waren jeweils neun und zehn Jahre jünger. Sie heiratete am Weihnachtstag 1850 im Alter von einundzwanzig Jahren Thomas Kirk, einen Buchhalter in der örtlichen Holzfirma.
Im Jahr 1862 wanderte sie mit Thomas und ihren vier Kindern in einer eine 96-tägigen Seereise nach Neuseeland aus. Ihr erstgeborener Sohn starb, als sie am 9. Februar 1863 in Auckland ankamen. In Neuseeland brachte sie zwischen 1864 und 1870 weitere fünf Kinder zur Welt, von denen zwei (Zwillinge) als Säuglinge starben und eine weitere Tochter im Alter von 5 Jahren verstarb. Thomas Kirk verdiente sich direkt nach der Ankunft als Steinbrecher am Maungawhau / Mount Eden Geld, um Straßen zu bauen. Ab 1867 begann Thomas Kirk seine wissenschaftlichen Erkundungen der Naturwelt und wurde durch seine Sammlungen von Exemplaren und Schriften über die Botanik Neuseelands bekannt. Er arbeitete als Museums-Kurator und lehrte Botanik am Auckland College and Grammar School, wo seine beiden Söhne, Thomas William Kirk und Harry Kirk, studierten. Es gibt keine Dokumentation über die Bildung ihrer Tochter Amy Kirk, die später Lehrerin und Kirchenmitarbeiterin wurde. Möglicherweise blieb sie zu Hause, um ihrer Mutter während der Schwangerschaften und den Todesfällen der drei Kinder zu helfen. Lily May und Cybele Ethel wurden geboren, während die Familie in Auckland lebte.

## Führung in Wellington
Im Jahr 1874 zog die Familie Kirk nach Wellington, wo Thomas Kirk als Professor für Naturwissenschaften am Wellington College eingestellt wurde. In der kleinen Hütte der Familie Kirk an der Tinakori Road gab es kein fließendes Wasser und für einige Zeit mussten sie Wasser vom Haus des Premierministers Neuseelands, Sir Julius Vogel, über die Straße tragen. Kirk schrieb ihre jüngeren Töchter, Lily May und Cybele, in die nahe gelegene Greenwood Terrace School für Mädchen ein, die von den Aktivistinnen Ellen, Mary und Annie Greenwood geleitet wurde. Trotz der harten Arbeit, eine große Familie zu versorgen und einem Ehemann, der oft auf Forschungsreisen abwesend war, begann Kirk ihre Rolle in der Kirche und im bürgerschaftlichen Engagement zu gestalten.

### Vivian Street Baptist Church

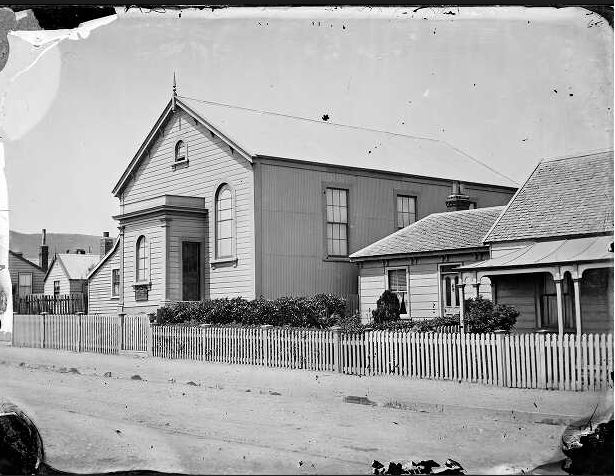
Vivian Street Baptist Church, Wellington, Neuseeland

Viele der frühesten Siedler der New Zealand Company identifizierten sich als Teil von Religionen, die unabhängig von der Church of England waren, und die ersten baptistischen Kirchen wurden bereits 1851 organisiert. Von Anfang an übernahmen die baptistischen Frauen in Neuseeland aktive Rollen in Gebetsversammlungen und als missionarische Evangelistinnen. Als der Ruf nach der Gründung einer baptistischen Kirche in Wellington erging, war Kirk als Mitglied der ersten Gemeinde von neunzehn Personen dabei, die sich am 20. Januar 1878 zusammenfanden. Die wichtige Aufgabe der Spendensammlung, die von den baptistischen Frauen übernommen wurde, führte zur Eröffnung der ersten baptistischen Kirche in Wellington im Dezember 1879 auf der Vivian Street.

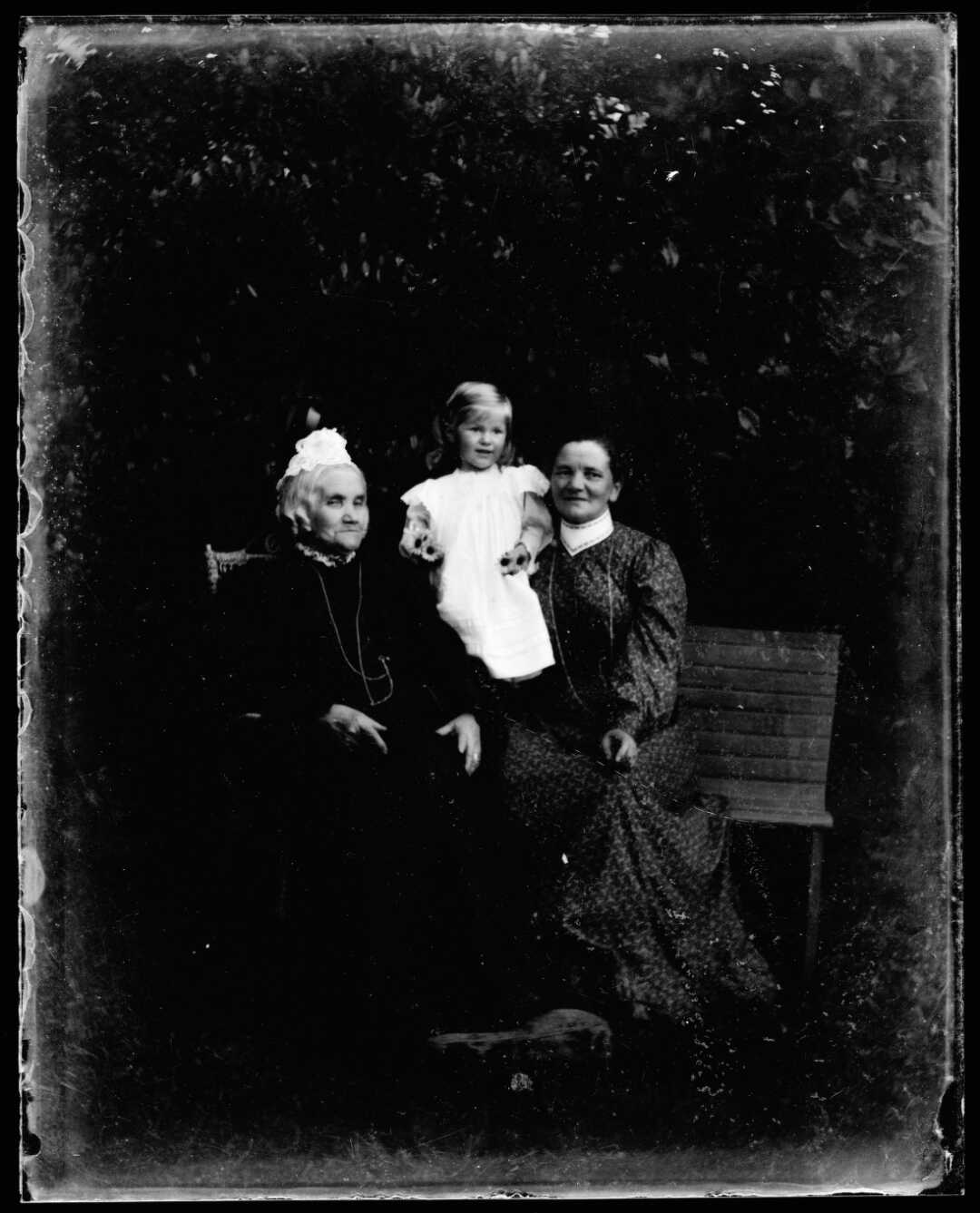
Sarah Jane Kirk, Janet Atkinson (Tochter von Lily May) und Amy Kirk ca. 1907

In den frühen Jahren der Vivian Street Baptist Church hatte der Reverend Josiah Taylor Hinton einen großen Einfluss. Die Frauen der Kirk-Familie trugen regelmäßig zum missionarischen Einsatz der Kirche bei. Die älteste Tochter Amy war über dreißig Jahre lang als Sonntagsschullehrerin tätig. Amy Kirk, die bei ihrer Mutter lebte und nie heiratete, wurde auch von der Wellington Hospital Charitable Aid Board als offizielle Besucherin des Wellington Hospital ernannt und brachte dabei ihre baptistischen Überzeugungen und WCTU-Prinzipien mit.

### Wellington Ladies' Christian Association
Kirk war zusammen mit Ellen Sarah Greenwood ein frühes Mitglied der Wellington Ladies' Christian Association, einem gemeinsamen Projekt von Kirchenfrauen zur Unterstützung von Einwandererinnen, zur Verwaltung von Armutsbekämpfungsmaßnahmen, zur Unterstützung von Frauen im Gefängnis und zur Evangelisation. Ein Jahr nach der Gründung des Clubs im Jahr 1878 begann die Gruppe mit dem Aufbau des Alexandra Nursing Home. Nur wenige Jahre später eröffnete die Gruppe 1881 ein Heim für mittellose und freundlose Frauen in der Hanson Street in Newtown, einem Arbeiterstadtteil am südlichen Stadtrand von Wellington. Für einige Monate unterstützte die Gruppe auch ein Frauenasyl in der Nairn Street mit einem Verwaltungskomitee unter der Leitung von Lady Elizabeth Jervois, der Frau des Gouverneurs.

### Führung in der Women’s Christian Temperance Union of New Zealand

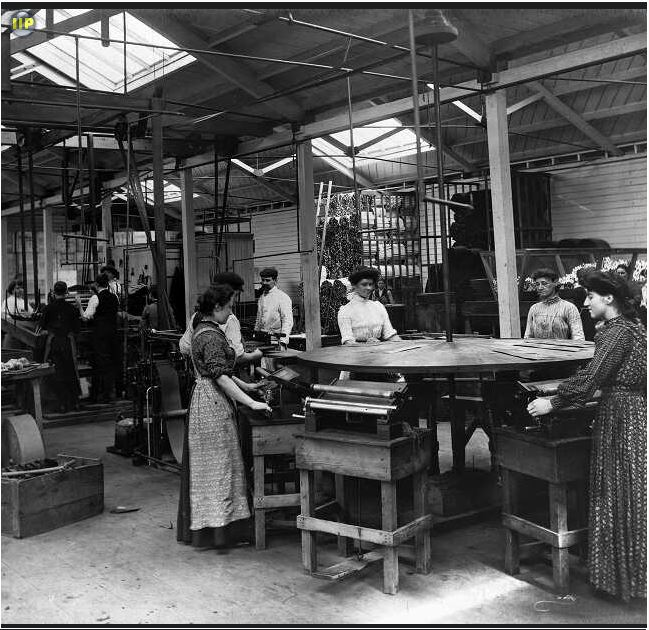
Arbeiterinnen in der R. Bell & Co. Match Factory in Newtown, Wellington, Neuseeland um 1906

Kirk's Arbeit mit der Wellington Ladies' Christian Association passte gut zu den Zielen der Women’s Christian Temperance Union of New Zealand (WCTU NZ). Sie wurde am 7. Februar 1895 zur Präsidentin der WCTU NZ in Wellington gewählt und bekleidete diese Position fast ein Jahrzehnt lang. Sie war auch Mitglied des WCTU NZ White Ribbon Committee und eine der Vizepräsidentinnen der WCTU NZ. Während ihrer Präsidentschaft besuchten die Mitglieder der Wellington Union regelmäßig das Convalescent Home und das Home for the Aged Needy und boten den älteren Pensionären eine Musikgruppe zur Unterhaltung an. Kirk organisierte auch Kurse für junge arbeitende Mädchen, in denen sie ihnen das Lesen und Schreiben sowie die Hauswirtschaft beibrachte. Sie sorgte dafür, dass Möbel und ein Klavier für einen Raum gespendet wurden, in dem sich die Mädchen zu sozialen Veranstaltungen, Bibelstudium und Treffen treffen konnten. Wenn nötig, besuchten die Mitglieder der Wellington Union die Mädchen auch in ihren Häusern, um sie mit dem Club in Verbindung zu halten. Sie brachten auch WCTU-Treffen direkt zu den Mädchen, die in der R. Bell & Co. Match Factory in der Riddiford Street in Newtown arbeiteten. Kirks Geschäftssinn wurde dafür gelobt, dass sie ein Gebäude für ihre Newtown Girls' Association erworben hatte.
Im Jahr 1901 veranstaltete Kirk eine nationale Konvention in Wellington. In ihrer Begrüßungsrede bezog sie sich auf die britische Rekrutierung von Neuseeländern im Krieg in Südafrika: „Wie Lord Kitchener wollte die Union Kontingente in Neuseeland, keine Träger von Khaki, sondern des White Ribbon. Jede Frau sollte ihre Verantwortung spüren.“ Während ihrer Präsidentschaft meldete die Wellington Union regelmäßig einige der höchsten Mitgliederzahlen, nur übertroffen von Auckland oder Dunedin. Im Alter von 73 Jahren lehnte sie 1904 eine Wiederwahl ab. Die Union überreichte ihr ein Abschiedsgeschenk, bestehend aus einer Reiseuhr, einer Schreibmappe und einem Paar Buttergabeln.
Kirk zog sich nicht vollständig aus ihrem evangelistischen Engagement für die Abstinenzbewegung zurück. Im Jahr 1906 schrieb sie einen Brief an den Herausgeber des WCTU NZ White Ribbon und ermutigte die Mitglieder, das Referendum zur „No-License“ im Jahr 1908 zu unterstützen:  „Ich empfinde stark, dass die Mitglieder der W.C.T.U. und alle Christen wachsamer sein müssen, um das Telefon zwischen Erde und Himmel öfter zu nutzen als es in der Vergangenheit der Fall war. Wenn wir öfter ‚anrufen‘, wird die Abstimmung von 1908 eine erfreuliche sein für ganz Neuseeland. Mögen wir niemals unsere Stärke in Gott vergessen und mögen wir ständig anrufen.“
1912 nahm Kirk an einem Treffen der Wellington South WCTU am „White Ribbon Day“ teil, indem sie einer neuen Rekrutin eine weiße Schleife ansteckte.

## Tod
Kirk setzte ihre kirchliche Arbeit in der Vivian Street Baptist Church fort, einschließlich der Verwaltung der Verteilung von Kleidungsstücken für die Crutch and Kindness League der Ragged School Union.
Sie erlitt kurz vor Weihnachten 1916 zwei Herzinfarkte. Am Samstag, dem 15. Januar 1916, starb Sarah Jane Kirk in ihrem Wohnsitz in der Pirie Street 30 in Wellington, Neuseeland. Sie wurde am 17. Januar 1916 auf dem Karori-Friedhof in Grab 3K beerdigt, das sie für das Grab ihres Mannes nach dessen Tod im Jahr 1898 gekauft hatte.